# Biokominek
Biokominek – forma kominka opalanego płynnym lub żelowym paliwem na bazie alkoholu. Paliwo na bazie alkoholu (przeważnie etylowego) spala się nie wytwarzając dymu, ani zapachu. W odróżnieniu od tradycyjnego kominka, w biokominku po wypaleniu miarki płynu lub żelu w palenisku nie pozostaje popiół. Główną cechą biokominków, wynikającą ze stosowania bezdymnego paliwa na bazie alkoholu, jest to, że nie wymagają one instalacji kominowej. Ciepło powstałe w procesie spalania nie wydostaje się przez komin, lecz pozostaje w pomieszczeniu. Brak instalacji kominowej to również cecha umożliwiająca łatwe przemieszczanie biokominka.

## Podział biokominków
Ze względu na rodzaj paliwa rozróżnia się biokominki:
- żelowe – opalane gotowymi wkładami zawierającymi porcję żelu (najpopularniejsza forma to puszka) lub z paleniskiem do uzupełniania zżelowanym płynem z większego zbiornika;
- na paliwo płynne – wyposażone w zamontowane na stałe palenisko, które uzupełnia się biopaliwem z butelki lub poręcznego kanistra.

Ze względu na użytkowanie i formę rozróżnia się biokominki:
- wolnostojące – zaprojektowane w sposób umożliwiający dowolne ustawienie biokominka
- naścienne – zaprojektowane w sposób umożliwiający zawieszenie na ścianie
- do zabudowy – można je wkomponować we wnękę
- meble z ogniem – przeważnie stoły (stoły jadalniane lub stoliki kawowe)
- zewnętrzne – przystosowane do ustawienia w ogrodzie lub na tarasie

## Budowa biokominka
Większość biokominków wykonywana jest głównie ze stali pokrywanej różnego rodzaju farbami i lakierami odpornymi na wysokie temperatury. Oprócz stali elementami konstrukcyjnymi mogą również być szkło, płyta MDF, beton, kamień.
Biokominek nie wydziela zapachów. Bioetanol jako paliwo spala się w 100 procentach. Podczas spalania powstają szczątkowe ilości pary wodnej i dwutlenku węgla. Wnętrze, w którym pali się paliwo musi być regularnie wietrzone. Do pracy biokominka niezbędny jest tlen, dlatego trzeba rozszczelniać obudowę.
Poszczególne elementy biokominków to:
- obudowa:
  - odporna na ciepło powstałe podczas użytkowania,
  - elementy obudowy nie stykają się bezpośrednio z elementami paleniska,
  - stabilna i mocna konstrukcja,
- szklany cylinder lub szklana osłona
  - optymalna grubość szkła gwarantuje większą wytrzymałość
  - frezowane krawędzie zabezpieczają przed skaleczeniem
- podstawa:
  - podkładki zabezpieczają przed zarysowaniem powierzchni, na której stoi produkt
  - elementy wystawione na działanie wysokich temperatur wykonane są z niepalnych materiałów
  - stabilna i mocna konstrukcja
- palenisko (biopalenisko):
  - wykonane ze stali nierdzewnej
  - może być wyposażone w przykrywkę lub w zasuwę umożliwiającą regulację wielkości płomienia
  - może być otwarte (nie posiadające w swym wnętrzu żadnego materiału absorbującego bioetanol) lub zamknięte (posiadające w swym wnętrzu materiał absorbujący np.: ceramikę zapobiegający niepożądanemu wylaniu się bioetanolu). Prekursorem zamkniętych palenisk jest firma RubyFires.

Biokominki mogą być sterowane za pomocą pilota. Funkcja nalewania paliwa, zapalania i gaszenia ognia jest zdalnie obsługiwana poprzez naciskanie odpowiednich guzików na pilocie.